# Acroneuria covelli
Acroneuria covelli és una espècie d'insecte plecòpter pertanyent a la família dels pèrlids que es troba a Nord-amèrica: Indiana, Kentucky i Tennessee (els Estats Units).